# Philosophical Transactions of the Royal Society
The Philosophical Transactions of the Royal Society (abrégé en Philos. Trans. R. Soc.) est une revue scientifique publiée par la Royal Society de Londres. Apparue en 1665, juste après le Journal des savants, c'est la deuxième revue scientifique au monde par ordre d'ancienneté et la première par ordre de longévité.

## Histoire
Le premier numéro est publié par Henry Oldenburg en 1665, six ans après la fondation de la Royal Society. De nombreuses découvertes majeures y sont publiées, et elle compte parmi ses contributeurs Isaac Newton, Michael Faraday et Charles Darwin. En 1671, la revue publie le premier article d'Isaac Newton, New Theory about Light and Colours, qui peut être considéré comme le début de sa carrière scientifique.

## Format actuel
En 1887, la revue se scinde entre Transactions A qui couvrent le champ des mathématiques et des sciences physiques, et Transactions B qui suivent les sciences de la vie :
– Philosophical Transactions of the Royal Society A: Mathematical, Physical and Engineering Sciences, 1887-en cours  (ISSN 1364-503X) ;
– Philosophical Transactions of the Royal Society B: Biological Sciences, 1887-en cours  (ISSN 0962-8436).
Les livraisons sont constituées de numéros thématiques ou portant sur un congrès scientifique. Les articles portant sur des travaux de recherche sont publiés dans une revue associée, les Proceedings of the Royal Society.